# Kị sĩ Bàn Tròn
Kị sĩ Bàn Tròn (tiếng Anh: Knights of the Round Table) là một tập hợp của 28 nhân vật phò tá vua Arthur đi tìm Chén Thánh.

## Lịch sử
Khi du hành tới Camylard, Arthur lần đầu tiên gặp Guinevere - ái nữ của vua Lodegrean. Guinevere là công chúa có nhan sắc tuyệt trần tựa nữ thần vậy. Arthur và Guinevere yêu nhau đắm đuối ngay từ cái nhìn đầu tiên. Nhưng thêm lần nữa, Merlin nhìn thấy những điểm tối quanh số phận Arthur và cảnh báo rằng sau này chính Guinevere là nguyên nhân gây nên sự suy vong của vương quốc, cũng như thị rồi sẽ phản bội vua. Nhưng tình yêu của họ quá sâu đậm và mù quáng lúc đó khiến Arthur bỏ ngoài tai những lời răn đe của thầy phù thủy, quyết định cưới Guinevere và phong làm vương hậu Anh Quốc.
Không còn cách nào khác, Merlin đành chấp thuận và sắp xếp đám cưới cho họ. Trong cái ngày trọng đại, Lodegrean tặng quà cưới cho Arthur và vương hậu là chiếc bàn tròn có 150 chỗ và thêm 100 kị sĩ để trợ giúp nhà vua. Chiếc bàn tròn đó được xem là biểu tượng cho sự đoàn kết, toàn vẹn và trường cửu của Arthur cùng các kị sĩ của ngài.

## Liệt biểu
Danh tính các nhân vật truyền thuyết Arthur vốn tồn tại cả ở dạng khẩu truyền và thành văn nên chưa có thống kê chính xác về số lượng cách gọi. Trong giới hạn Wikipedia, chuẩn mực tạm dùng là Anh ngữ.
Nhân số kị sĩ Hội Bàn Tròn thay đổi trong từng thập niên, dưới đây là thống kê tương đối các nhân vật trọng tâm, gồm tôn xưng Sir (tôn ông) và nguyên danh.
| Đoàn Trác huynh đệ (Đoàn kị sĩ Bàn Tròn) | Đoàn Trác huynh đệ (Đoàn kị sĩ Bàn Tròn)                                                                                               | Đoàn Trác huynh đệ (Đoàn kị sĩ Bàn Tròn)                                               | Đoàn Trác huynh đệ (Đoàn kị sĩ Bàn Tròn) | Đoàn Trác huynh đệ (Đoàn kị sĩ Bàn Tròn) |
| Nguyên danh                              | Biệt danh | Nguồn gốc                                                                              | Tác phẩm | Tạp chú |
| ---------------------------------------- | --- | -------------------------------------------------------------------------------------- | --- | --- |
| Accolon                                  | Sir Accolon of Gaul | Post-Vulgate Cycle, c. 13th century                                                    | Le Morte d'Arthur | Loved by Morgan le Fay, accidentally killed in a duel by Arthur. |
| Aglovale                                 | Agloval, Sir Aglovale de Galis |                                                                                        | The Life of Sir Aglovale de Galis | King Pellinore's eldest son. |
| Agravain                                 | Agravaine |                                                                                        | Lancelot-Grail, Le Morte d'Arthur | Second son of King Lot (of either Lothian hoặc Orkney) and Arthur's sister Morgause.                                                                                 |
| Arthur                                   | Arthur Pendragon, Arturus, King Arthur                                                                                                 | Y Gododdin, c. 7th century                                                             | Many | High King of the Britons, ruler of Logres and lord of Camelot. |
| Bagdemagus                               | |                                                                                        | Lancelot, the Knight of the Cart, 1170s | Meleagant's father and ruler of Gorre. |
| Bedivere                                 | (Welsh: Bedwyr, French: Bédoier) Bedevere                                                                                              | Pa Gur yv y Porthaur, c. 10th century                                                  | Vita Cadoc, Culhwch and Olwen, Stanzas of the Graves, Welsh Triads, Historia Regum Britanniae, Le Morte d'Arthur, numerous others                          | Returns Excalibur to the Lady of the Lake; brother to Lucan. |
| Bors the Younger                         | |                                                                                        | | Son of Bors the Elder, father of Elyan the White; Arthur's successor in some versions.                                                                               |
| Brunor                                   | Breunor le Noir, La Cote Male Taile ("The Badly-shaped Coat")                                                                          |                                                                                        | | Knight who wears his murdered father's coat; brother of Dinadan and Daniel.                                                                                          |
| Cador                                    | (Latin: Cadorius) |                                                                                        | Historia Regum Britanniae, The Dream of Rhonabwy | Raised Guinevere as her ward, father to Constantine; described in some works as Arthur's cousin.                                                                     |
| Calogrenant                              | Colgrevance | Yvain, the Knight of the Lion, 1170s                                                   | Le Morte d'Arthur | Cousin to Sir Yvain. |
| Caradoc                                  | (Latin: Caractacus) (Welsh: Caradog Freichfras, meaning Caradoc Strong Arm) (French: Carados Briefbras) (English: Carados of Scotland) |                                                                                        | Perceval, the Story of the Grail, the Mabinogion | Rebelled against Arthur when he first became king, but later supported him. Sometimes two characters: Caradoc the Elder (a king) and Caradoc the Younger (a knight). |
| Claudin                                  | |                                                                                        | Lancelot-Grail, Le Morte d'Arthur | Virtuous son of the villain king Claudas. |
| Constantine III of Britain               | | Historia Regum Britanniae, c. 1136                                                     | Le Morte d'Arthur | Arthur's cousin and successor to his throne; Cador's son. |
| Dagonet                                  | |                                                                                        | | Arthur's court jester. |
| Daniel von Blumenthal                    | | Daniel von Blumenthal, 1220                                                            | | Knight found in an early German offshoot of Arthurian legend. |
| Dinadan                                  | | Prose Tristan, 1230s                                                                   | Le Morte d'Arthur | Son of Sir Brunor the Senior. |
| Ector                                    | Hector, Antor, Ectorius | Lancelot-Grail, early 13th century                                                     | Le Morte d'Arthur | Raises Arthur according to Merlin's command; father to Kay. |
| Elyan the White                          | (French: Helyan le Blanc) |                                                                                        | | Son of Bors |
| Erec                                     | | Unclear; first literary appearance as Erec in Erec and Enide, c. 1170                  | See Geraint and Enid | Son of King Lac. |
| Esclabor                                 | |                                                                                        | | Exiled Saracen king; father of Palamedes, Safir, and Segwarides. |
| Feirefiz                                 | | Wolfram von Eschenbach's Parzival, early 13th century                                  | | Half-brother to Percival; Arthur's nephew. |
| Gaheris                                  | |                                                                                        | Le Morte d'Arthur | Son of King Lot and Morgause, brother to Gawain, Agravaine, and Gareth, and half-brother to Mordred.                                                                 |
| Galahad                                  | | Lancelot-Grail, early 13th century                                                     | Post-Vulgate Cycle, Le Morte d'Arthur | Bastard son of Sir Lancelot and Elaine of Corbenic; the main achiever of the Holy Grail.                                                                             |
| Galehault                                | Galehalt, Galehaut | Lancelot-Grail, early 13th century                                                     | | A half-giant foreign king, a former enemy of Arthur who becomes close to Lancelot.                                                                                   |
| Galeschin                                | Galeshin | The Vulgate Cycle                                                                      | | Son of Elaine of Garlot and King Nentres; nephew of Arthur. |
| Gareth                                   | Beaumains |                                                                                        | Le Morte d'Arthur, Idylls of the King | Also a son of King Lot and Morgause; in love with Lyonesse. |
| Gawain                                   | (Latin: Walwanus, Welsh: Gwalchmai, Irish: Balbhuaidh)                                                                                 | Culhwch and Olwen, c. 11th century                                                     | Conte du Graal, Lancelot-Grail cycle, Prose Tristan,Sir Gawain and the Green Knight, Le Morte d'Arthur and many short Middle English romances              | Another son of King Lot and Morgause; father of Gingalain. |
| Geraint                                  | |                                                                                        | Geraint and Enid | Enid's lover. |
| Gingalain                                | Guinglain, Gingalin, Gliglois, Wigalois, etc., also Le Bel Inconnu, or The Fair Unknown                                                |                                                                                        | Le Bel Inconnu | Gawain's son. |
| Gornemant                                | Gurnemanz | Perceval, the Story of the Grail                                                       | Parzival | Mentor of Perceval. |
| Griflet                                  | Girflet, Jaufre |                                                                                        | Jaufré | A cousin to Lucan and Bedivere. |
| Hector de Maris                          | Ector de Maris |                                                                                        | Quest du Saint Graal (Vulgate Cycle) | Half-brother of Lancelot, son of King Ban; Bors and Lionel are his cousins.                                                                                          |
| Hoel                                     | (Welsh: Howel, Hywel) |                                                                                        | The Dream of Rhonabwy, Geraint and Enid | Son of King Budic of Brittany; father to St. Tudwal. |
| Kay                                      | (Welsh: Cai, Latin: Caius) | Pa Gur yv y porthaur? 10th century                                                     | Many | Ector's son, foster brother to Arthur. |
| Lamorak                                  | | Prose Tristan, c. 1235                                                                 | Lancelot-Grail Cycle | Son of King Pellinore, brother to Tor, Aglovale, Percival, and Dindrane; lover of Morgause.                                                                          |
| Lancelot                                 | Lancelot du Lac, Lancelot of the Lake, Launcelot                                                                                       | Erec and Enide, c. 1170                                                                | Lancelot, the Knight of the Cart, Lancelot-Grail, many others                                                                                              | Son of King Ban from France, most famous for his affair with Queen Guinevere, father of Galahad; most prominent Knight of the Round Table in later romances.         |
| Lanval                                   | Landevale, Launfal, Lambewell | Marie de France's Lanval, late 12th century                                            | Sir Landevale, Sir Launfal, Sir Lambewell | Enemy of Guinevere. |
| Leodegrance                              | Leondegrance |                                                                                        | | Guinevere's father, King of Cameliard. |
| Lionel                                   | |                                                                                        | Lancelot-Grail, early 13th century | Son of King Bors of Gaunnes (or Gaul) and brother of Bors the Younger.                                                                                               |
| Lucan                                    | Sir Lucan the Butler |                                                                                        | Le Morte d'Arthur | Servant to King Arthur; Bedivere's brother, Griflet's cousin. |
| Maleagant                                | Malagant, Meleagant, perhaps Melwas | Unclear, a similar character named "Melwas" appears in the 12th century Life of Gildas | Lancelot-Grail, Post-Vulgate Cycle, Le Morte d'Arthur | Abductor of Guinevere. |
| Mordred                                  | Modred (Welsh: Medrawd, Latin: Medraut)                                                                                                | Annales Cambriae, c. 970                                                               | Many | In the Round Table stories, Arthur's illegitimate son through Morgause.                                                                                              |
| Morholt                                  | Marhalt, Morold, Marhaus | Tristan poems of Béroul and Thomas of Britain, 12th century                            | Tristan poems of Eilhart von Oberge, Gottfried von Strassburg, Prose Tristan, Post-Vulgate Cycle, Le Morte d'Arthur                                        | Irish knight, rival of Tristan and uncle of Iseult. |
| Morien                                   | Moriaen | Dutch romance Morien, 13th century                                                     | | Half-Moorish son of Aglovale. |
| Palamedes                                | |                                                                                        | | Saracen, Son of King Esclabor, brother of Safir and Segwarides. |
| Pelleas                                  | Pellias | Post-Vulgate Cycle, 1230s                                                              | Le Morte d'Arthur | In love with Ettarre, later lover of Nimue. |
| Pellinore                                | |                                                                                        | Lancelot-Grail, Post-Vulgate Cycle | King of Listenoise and friend to Arthur. |
| Percival                                 | (Welsh: Peredur) Perceval, Parzifal | As Percival, Erec and Enide, c. 1170                                                   | Perceval, the Story of the Grail, Lancelot-Grail, many | Achiever of the Holy Grail; King Pellinore's son in some tales. |
| Safir                                    | |                                                                                        | Thomas Malory's Le Morte d'Arthur, Prose Tristan | Son to King Esclabor; brother of Segwarides and Palamedes. |
| Sagramore                                | Sagramor |                                                                                        | Lancelot-Grail, Post-Vulgate Cycle, Prose Tristan, Le Morte d'Arthur                                                                                       | Ubiquitous Knight of the Round Table; various stories and origins are given for him.                                                                                 |
| Segwarides                               | |                                                                                        | Le Morte d'Arthur, Prose Tristan | Son of Esclabor; brother of Safir and Palamedes. |
| Tor                                      | |                                                                                        | Le Morte d'Arthur | Son of King Ars, adopted by Pellinore. |
| Tristan                                  | (Latin/Brythonic: Drustanus; Welsh: Drystan; Portuguese: Tristão; Spanish: Tristán) Tristran, Tristram, etc.                           | Beroul's Roman de Tristan                                                              | The two Folies Tristans, Marie de France's Chevrefeuil, Eilhart von Oberge, Gottfried von Strassburg, Prose Tristan, Post-Vulgate Cycle, Le Morte d'Arthur | King Mark's son or relative, Iseult's lover. |
| Urien                                    | Uriens | Historical figure                                                                      | Welsh Triads | King of Rheged (or Gorre), father of Yvain (Owain mab Urien) and husband of Morgan le Fay.                                                                           |
| Yvain                                    | (Welsh: Owain) Ywain, Ewain or Uwain                                                                                                   | Based on the historical figure Owain mab Urien                                         | Historia Brittonum, Yvain, the Knight of the Lion | King Urien's son. |
| Yvain the Bastard                        | Ywain the Adventurous, Uwain le Avoutres                                                                                               |                                                                                        | | Urien's illegitimate son. |

There have been furthermore many others, generally more or less obscure. For instance, Malory's own  original episode "Healing of Sir Urry" in the Winchester Manuscript of Le Morte d'Arthur lists also (in addition to many of the above) the following:
- King Anguish of Ireland
- Earl Aristance
- Sir Azreal
- Sir Arrok
- Sir Ascamore
- Sir Balan (brother of Sir Balin, whom he killed by accident in a duel in which both wore helmets and did not know who they were fighting)
- Sir Barrant le Apres (also known as the King With the Hundred Knights)
- Sir Bellenger le Beau
- Sir Belliance le Orgulous
- Sir Blamor de Ganis (brother of Bleoberis)
- Sir Bleoberis de Ganis
- Sir Bohart le Cure Hardy (one of King Arthur's sons)
- Sir Brandiles
- Sir Brian de Listinoise
- Sir Cardok
- Duke Chalance of Clarence
- King Clariance of Northumberland
- Sir Clarus of Cleremont
- Sir Clegis
- Sir Clodrus
- Sir Crosslem
- Sir Damas (reformed co-conspirator of Morgan in the Accolon-Excalibur plot)
- Sir Degrave sans Villainy (fought with the giant of the Black Lowe)
- Sir Degrevant
- Sir Dinas le Seneschal de Cornwall
- Sir Dinas
- Sir Dodinas le Savage
- Sir Dornar
- Sir Drian
- Sir Edward of Orkney
- Sir Epinogris (son of King Clariance of Northumberland)
- Sir Fergus
- Sir Florence (son of Gawain by Sir Brandiles' sister)
- Sir Gahalantine
- Sir Galihodin (not Galehaut, but see Galehaut)
- Sir Galleron of Galway
- Sir Gauter
- Sir Gillimer
- Sir Grummor Grummorson
- Sir Gumret le Petit
- Sir Harry le Fils Lake
- Sir Hebes (not Hebes le Renowne)
- Sir Hebes le Renowne
- Sir Hectimere
- Sir Herminde
- Sir Hervis de la Forest Savage
- Sir Ironside (Knight of the Red Launds)
- Sir Kay l'Estrange (not Kay, Arthur's seneschal)
- Earl Lambaile
- Sir Lambegus
- Sir Lamiel
- Sir Lavain (son of Barnard of Ascolat)
- Sir Lovell (another son of Gawain by Sir Brandiles' sister)
- Sir Mador de la Porte (brother of Gaheris of Karahau)
- Sir Marrok (whose wife turned him into a werewolf)
- Sir Melias de l'Isle
- Sir Melion of the Mountain
- Sir Meliot de Logris
- Sir Menaduke
- Sir Morganor
- King Nentres of Garlot
- Sir Neroveus
- Sir Ozanna le Cure Hardy
- Sir Perimones (brother to Persant and Pertolepe; called the Red Knight)
- Sir Persant
- Sir Pertolepe
- Sir Petipace of Winchelsea
- Sir Plaine de Fors
- Sir Plenorius
- Sir Priamus
- Sir Reynold
- Sir Sadok
- Sir Selises of the Dolorous Tower
- Sir Sentrail
- Sir Severause le Breuse (known for rejecting battles with men in favour of giants, dragons, and wild beasts)
- Sir Suppinabiles
- Earl Ulbawes
- Sir Urry
- Sir Villiars the Valiant

Conversely, the Winchester Round Table features only the knights Sirs Alynore (Alymere), Bedwere (Bedivere), Blubtlrys (Bleoberis), Bors De Ganys (Bors de Ganis), Brumear (Brunor le Noir), Dagonet, Degore, Ectorde Marys (Ector de Maris), Galahallt (Galahault or Galahad), Garethe (Gareth), Gauen (Gawain), Kay, Lamorak, Launcelot Deulake (Lancelot du Lac), Lacotemale Tayle (La Cote Male Taile), Lucane (Lucan), Lybyus Dysconyus (Le Bel Desconneu), Lyonell (Lionel), Mordrede (Mordred), Plomyde (Palomedes), Pelleus (Pelleas), Percyvale (Percival), Safer (Safir), and Trystram Delyens (Tristram de Lyones) for the total of merely 24 (not counting Arthur).